# Саплунара
42°41′ пн. ш. 17°44′ сх. д. / 42.69° пн. ш. 17.74° сх. д.
Саплунара (хорв. Saplunara) — населений пункт у Хорватії, в Дубровницько-Неретванській жупанії у складі громади Млєт.

## Населення
Населення за даними перепису 2011 року становило 67 осіб.
Динаміка чисельності населення поселення: